# Patient zéro (roman)
Pour les articles homonymes, voir Patient zéro (homonymie).
Patient zéro (titre original : Patient Zero: A Joe Ledger Novel) est un thriller horreur américain de Jonathan Maberry, originellement publié le 3 mars 2009 par St. Martin's Press et, en France, le 19 mars 2010 par Bragelonne dans la collection L'Ombre.

## Résumé
L'inspecteur de la police de Baltimore tue un terroriste Javad Mustapha, de deux balles de son Glock .45. Quelques jours plus tard, il retrouve devant lui ce terroriste dans un état anormal alors qu'il devait être mort pour de vrai : il le tuera alors pour la deuxième fois…
Comme il dit : « Quand vous devez tuer deux fois le même terroriste en une semaine, il y a un problème soit avec vos compétences, soit avec le monde dans lequel vous vivez… » mais, pour lui, il n'y aucun problème avec ses compétences.

## Personnages
- Joseph « Joe » Edwin Lodger est un inspecteur de la police de Baltimore, ancien officier pendant quarante-cinq mois, expert en arts martiaux, ayant trente-deux ans.
- Monsieur Church, patron de Département des Sciences Militaires (DSM).
- Rudy Sanchez, psychologue et ami de Joe Lodger.